# Carl Ludwig Koch

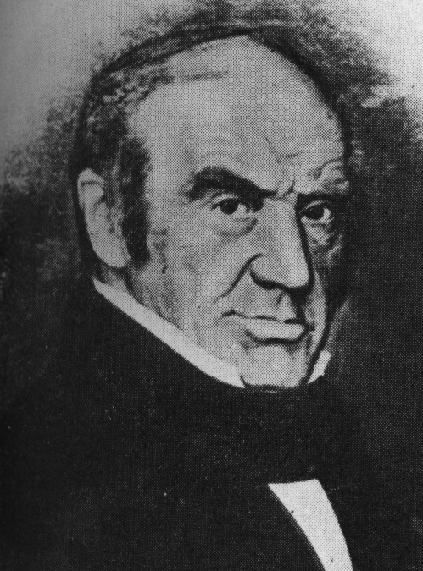
Carl Ludwig Koch

Carl Ludwig Koch (Kusel, 12 september 1778 - Nürnberg, 23 augustus 1857) was een Duitse entomoloog en arachnoloog.
C.L. Koch heeft veel spinnen als eerste beschreven en benoemd, zoals enkele Zuid-Amerikaanse vogelspinnen (Mygalomorphae) en vele Europese soorten. De door hem benoemde soorten worden met C. L. Koch of Koch aangeduid. Zijn zoon, Ludwig Carl Christian Koch (1825-1908), was ook een arachnoloog; de door hem benoemde soorten worden met L. Koch aangeduid.
Gedurende de jaren 1813-1826 was C.L. Koch eerst het hoofd boswachterij van Burglengenfeld en later van de raad van het bosbouwdistrict in Regensburg. Daar schrijft hij het werk System der baierischen Zoologie (ook wel Fauna boica genoemd) waarin hij zoogdieren, vogels, insecten, spinnen en bodemdieren behandelt.

## Werken
- Die Pflanzenläuse, Aphiden. Lotzbeck, Nürnberg 1857.
- Übersicht des Arachnidensystems. Zeh, Nürnberg 1837–50.
- Deutschlands Crustaceen, Myriapoden und Arachniden. Pustet, Regensburg 1835–44.
- Die Arachniden. Zeh, Nürnberg 1831–48.
- System der baierischen Zoologie. Nürnberg, München 1816.